# George Nussbaumer
George Nussbaumer est un chanteur autrichien né le 23 mai 1963 à Dornbirn. Il est également pianiste, compositeur et chanteur de gospel. Il vit à Alberschwende et est aveugle de naissance. En raison de sa voix, il est surnommé La voix noire de l'Autriche.
George Nussbaumer s'accompagne la plupart du temps au piano, avec Bernie Weber et Markus Kreil au chant. Il participe également au Randy Newman Project.
Il a représenté l'Autriche au Concours Eurovision de la chanson en 1996, terminant à la 10e place (sur 23 pays participants), et fut le premier à y chanter en vorarlbergeois.